# 费利切·贝拉尔多
费利切·贝拉尔多（義大利語：Felice Berardo，1888年7月6日—1956年12月12日），意大利男子足球运动员，司职前锋。他曾代表意大利国奥队参加1912年夏季奥林匹克运动会足球比赛，获得第九名。